# Куковски чукар
Куковски чукар (1233 м) е връх в българската част на планината Огражден. Издига се на главното планинско било на изток от връх Маркови кладенци. На югозапад от него се отделя Кръчанов рид. На югоизток чрез седловината Стойкови корита се свързва с връх Кулата, а на североизток чрез седловината Премката – с връх Илинкина чукарка. Върхът има куполовидна форма. Западните, северните и източните склонове са полегати, а южните по-стръмни. Изграден е от метаморфни скали. Почвите са кафяви горски. Билото на върха е обрасло с планинска тревна растителност. Западните и северозападните склонове са залесени с бял бор, а източните са заети от обработваеми земи. През северното и източното подножие на Куковски чукар минава асфалтов път от село Първомай за бившия горски дом „Маркови кладенци“ В източните склонове на върха се намира махалата Куково, брояща се към село Чуричени.